# Список льодових арен Білорусі
| Назва (укр.)                      | Назва (біл.)                   | Зображення                        | Місто       | Рік побудови | Місткість | Команди                                            |
| --------------------------------- | ------------------------------ | --------------------------------- | ----------- | ------------ | --------- | -------------------------------------------------- |
| Мінськ-Арена                      | Мінск-Арэна                    | Мінськ-Арена                      | Мінськ      | 2010         | 15 086    | ХК Динамо (КХЛ)                                    |
| Чижівка-Арена                     | Чыжоўка-Арэна                  | Чижівка-Арена                     | Мінськ      | 2013         | 8807      |                                                    |
| Бобруйск-Арена                    | Бабруйск-Арэна                 | Бобруйск-Арена                    | Бобруйськ   | 2008         | 7191      | ХК Динамо-Шинник (МХЛ)                             |
| Льодовий палац                    | Лядовы палац                   |                                   | Орша        | 2013         | 3500      |                                                    |
| Льодовий палац                    | Палац спорту                   | Мінський льодовий палац спорту    | Мінськ      | 1966         | 3311      |                                                    |
| Палац спорту «Магілёў»            | Палац спорту «Магілёў»         | Палац спорту «Магілёў»            | Могильов    | 2000         | 3048      | ХК Могильов (Екстраліга), Могильов-2 (Вища ліга)   |
| Гомельський льодовий палац спорту | Гомельскі лядовы палац спорту  | Льодовий палац                    | Гомель      | 2000         | 2760      | ХК Гомель (Екстраліга), Гомель-2 (Вища ліга)       |
| Льодовий палац                    | Лядовы палац спорту            | Льодовий палац                    | Гродно      | 1991         | 2487      | ХК Нєман (Екстраліга), Нєман-2 (Вища ліга)         |
| Льодовий палац спорту             | Лядовы палац спорту            |                                   | Молодечно   | 2011         | 2200      | ХК Динамо-Молодечно (Екстраліга)                   |
| Льодовий палац спорту             | Лядовы палац спорту            |                                   | Барановичі  | 2009         | 2158      |                                                    |
| Льодовий палац «Металург»         | Лядовы палац «Металург»        |                                   | Жлобин      | 2006         | 2018      | ХК Металург (Екстраліга), Металург-2 (Вища ліга)   |
| Брестський льодовий палац спорту  | Брэсцкі лядовы палац спорту    | Брестський льодовий палац спорту  | Брест       | 2000         | 2000      | ХК Брест (Екстраліга), Брест-2 (Вища ліга)         |
| Вітебський льодовий палац спорту  | Віцебскі лядовы палац спорту   |                                   | Вітебськ    | 1999         | 1900      | ХК Вітебськ (Екстраліга), Вітебськ-2 (Вища ліга)   |
| Мінський льодовий палац спорту    | Мінскі лядовы палац спорту     |                                   | Мінськ      | 1999         | 1823      | Юність (ВХЛ), МХК Юність (МХЛ)                     |
| Солігорський видовищний комплекс  | Спартыўна-відовішчны комплекс  | Солігорський видовищний комплекс  | Солігорськ  | 2008         | 1759      | ХК Шахтар (Екстраліга)                             |
| Палац спорту і культури           | Палац спорту і культуры        |                                   | Новополоцьк | 1994         | 1400      | ХК Хімік-СКА (Екстраліга), Хімік-СКА-2 (Вища ліга) |
| Льодовий палац спорту             | Лядовы палац спорту            | Льодовий палац спорту             | Ліда        | 2010         | 1000      | ХК Ліда (Екстраліга)                               |
| Льодовий палац спорту             | Лядовы палац спорту            |                                   | Пружани     | 2007         | 790       |                                                    |
| Льодовий палац спорту             | Лядовы палац спорту            |                                   | Кобрин      | 2009         | 790       |                                                    |
| Льодовий палац спорту             | Лядовы палац спорту            |                                   | Лунинець    | 2011         | 790       |                                                    |
| Льодовий палац спорту             | Лядовы палац спорту            |                                   | Івацевичі   | 2011         | 790       |                                                    |
| Крита ковзанка ХК «Юність-Мінськ» | Крыты каток ХК «Юнацтва-Мінск» | Крита ковзанка ХК «Юність-Мінськ» | Мінськ      | 1976         | 767       | ХК Юніор (Вища ліга)                               |
| Льодова арена УСК «Хвиля»         | Лядовая арэна УСК «Хваля»      |                                   | Пінськ      | 2008         | 640       |                                                    |
| Льодовий палац спорту             | Лядовы палац спорту            |                                   | Береза      | 2009         | 570       |                                                    |
| Льодовий палац                    | Лядовы палац                   |                                   | Горки       | 2012         | 560       |                                                    |
| Льодова ковзанка                  | Лядовы каток                   |                                   | Раубичі     | 2008         | 120       | РЦОП «Раубичі» (Вища ліга)                         |